# منال الطيبي
منال الطيبي هي ناشطة حقوقية مصرية وعضوة سابقة في الجمعية التأسيسية المصرية 2012.

## تسجيلات فيديو
- منال الطيبي المنسحبة من التأسيسية الصناديق والديمقراطية أوهام على يوتيوب
- منال الطيبى: هذه حقيقة حركة ( كاتالا على يوتيوب
- منال الطيبي ليس من حق الشوري اصدار تشريعات على يوتيوب
- الغرياني يشكر منال الطيبي لإنسحابها من التأسيسية على يوتيوب
- الدكتورة منال الطيبى برنامج ماذا بعد على يوتيوب
- منال الطيبي جبهة الانقاذ اصبحت عئب علي الثورة على يوتيوب
- مانشيت - منال الطيبي: الإتهامات ضدي تحمل طابعاً عنصرياً على يوتيوب
- منال الطيبي نظام مرسي مش فاشل ده فجر على يوتيوب
- منال الطيبى وعلاء عز الدين في برنامج البلد اليوم على يوتيوب
- خناقة منال الطيبي وإخوانجي مع معتز الدمرداش على يوتيوب
- منال الطيبي: اليوم تم إعلان وفاة دولة القانون في مصر على يوتيوب
- منال الطيبي: الهجوم ضدي بدا بعد خروجي من التاسيسية على يوتيوب
- كلمة منال الطيبي بحزب التجمع حول الإعلان الدستوري على يوتيوب
- بلدنا بالمصري: استقالة منال الطيبي من التأسيسية على يوتيوب

## الأشاعات
حيث انتشرت اشاعة بحبس الناشطة منال الطيبي، وضلك قد نفته وزارة الداخلية المصرية كما نفت تعرض منزلها للتفتيش من قبل الشرطة.

## وصلات خارجية
- حركة «كتالة النوبية» هي صناعة أمنية ، الدستور في 14 يناير 2013
- عضو بالتأسيسية: منال الطيبي سعت لتدويل قضية النوبة لتنفصل عن مصر ، مصراوي في 25 سبتمبر 2012
- فيديو.. منال الطيبي تكشف سبب اعتقال الرئيس مرسي قبل الثورة! ، الموجز في 5 فبراير 2013
- حكاية «منال الطيبى» ، المصريون في 30 سبتمبر 2012
- «بوابة الأهرام» تنشر نص استقالة منال الطيبي من «التأسيسية» التي رفض الغريانى قراءتها لأنها «لا تليق» الأهرام في 25 سبتمبر 2012
- الاقصرى يتهم «أبو المجد» و«منال الطيبى» للسعى لانفصال النوبة ، محيط في 19 ديسمبر 2012
- بالفيديو.. منال الطيبي: حركة «كتالة» لا تحمل السلاح ولكنهم غاضبون من تهميش النوبيين ، الفجر في 13 يناير 2013
- البلتاجى: عمرو حمزاوى على خطى منال الطيبى ، الوفد في 28 سيبتمبر 2012
- منال الطيبي: «مرسي» فاشي ديني.. و«الإسلاميين» لديهم هوس جنسي ، 28 سبتمبر 2012
- منال الطيبى: صندوق التطوير يصنف العشوائيات بطريقة رأسمالية ، فيتو في 22 فبراير 2013
- جبهة الإنقاذ لا تملك احتواء الشارع.. ولا حوار مع نظام ملطخ بالدماء ، وطني في 30 يناير 2013
- النوبيون يتبرأون من مساعى منال الطيبى لتدويل قضيتهم  ، روزاليوسف الأسبوعية في 13 فبراير 2010
- منال الطيبى: النظام في طريقه للسقوط ، البشاير في فبراير 2013
- تراشق بالألفاظ على الهواء بين منال الطيبي وعمرو عبد الهادى.. ومعتز الدمرداش ينهي الحلقة ، صدى البلد في 19 نوفمبر 2012
- فجرَّت القضايا.. وسبحت ضد التيار.. منال الطيبي عضو تأسيسية الدستور لـ 'الأسبوع': أعضاء ليبراليون يؤيدون حبس الصحفيين ، مصطفى بكري في 19 سبتمبر 2012
- «كتالة»: منال الطيبى أضاعت حقوق النوبة بالدستور ، اليوم السابع في 14 يناير 2013
- منال الطيبى: استقلت من التأسيسية بسب إقحام النصوص الدينية بالدستور ، اليوم السابع في 25 سبتمبر 2012
- منال الطيبي تكتب: جبهة الإنقاذ الوطني.. أم جبهة إنقاذ النظام ، البداية في 12 يناير 2013
- منال الطيبى تكتب: تعقيدات الوضع الراهن في مصر ، البداية في 3 مارس 2013
- منال الطيبي: الرئاسة لا تخاطب غير الأحزاب الإسلامية ، الموجز في 11 فبراير 2013
- «الدكتورة» منال الطيبى! ، المصريون 30 سبتمبر 2012
- نيابة استئناف القاهرة تحقق في بلاغ يتهم أبو المجد والطيبي بالعمل على تقسيم النوبة ، البداية في 31 ديسمبر 2012
- عضو بالتأسيسية: منال الطيبي تبتزنا وتحمل أجندة خارجية لتفكيك مصر.. و«الطيبي» ترد: تستخدمون لغة نظام مبارك ، صدى البلد في 24 سبتمبر 2012
- منال الطيبي: أرفض اتهامي بالسعي لانفصال النوبة عن مصر.. ولن أخاطب شيمون بيريز بـ«صديقي العزيز» ، صدى البلد في 17 ديسمبر 2012
- منال الطيبى لـ«الوطن»: ما حدث أكثر من مجرد «سلق للدستور» لإخراج الرئيس من «مزنق الإعلان» ، الوطن في 1 ديسمبر 2012
- منال الطيبي: الحزب الحاكم يُنفذ الخطط «المباركية» ، الدستور في 2 ديسمبر 2012
- تحية واجبة لمنال الطيبى ، الدستور في 7 أكتوبر 2012
- منال الطيبي: «الإخوان» يريدون المرأة «ديكور في الانتخابات» ، البديل في 18 يناير 2013
- «البلتاجي»: عودة الأربعة المنسحبين لـ«التأسيسية» انتصار كبير للحوار الوطني ، المصري اليوم في 29 سبتمبر 2012
- مساعدة مرسي: لم أقتنع بحجج المنسحبات من «التأسيسية» ، المصري اليوم في 1 نوفمبر 2012
- «النجار»: إسقاط «التأسيسية» آخر خطوة إذا صمّم الإسلاميون على دستور لا يليق بمصر ، المصري اليوم في 29 سبتمبر 2012
- «محسوب»: مواقف «استراتيجية فارقة» في «التأسيسية» خلال أيام ، المصري اليوم في 28 سبتمبر 2012
- منال الطيبي لأعضاء «تأسيسية الدستور»: استقيلوا يرحمكم الله ، المصري اليوم في 25 سبتمبر 2012
- ممثلة النوبيين بـ«التأسيسية»: الجمعية أدائها سيئ.. ولا تمثل كل المصريين (حوار) ، المصري اليوم في 23 سبتمبر 2012
- منال الطيبي تستقيل من «التأسيسية».. وتؤكد: مقبلون على «أسوأ» دستور مصري ، المصري اليوم في 24 سبتمبر 2012
- قيادات نوبية ترحب باختيار «الطيبي» لعضوية «التأسيسية» ، المصري اليوم في 13 يونيو 2012
- منال الطيبى: الاغتصاب الجماعى في التحرير قد يعرض مرسى للمحاكمة الدولية ، روز اليوسف في 10 فبراير 2013
- منال الطيبى: أهُدرت حقوق المرأة بإسم الدستور الجديد ، المصري اليوم في 15 يناير 2013